# Куракин, Иван Григорьевич
Князь Иван Григорьевич Куракин (ум. 15 (25) сентября 1682) — спальник, воевода, наместник, кравчий с путём и боярин во времена Фёдора Алексеевича.
Из княжеского рода Куракиных. Родился в семье боярина Григория Семёновича (ум. 1682) и Марии Борисовны (ум. 1660).

## Биография
В 1676 году начал службу стольником. В том же году назначен комнатным стольником царя Фёдора Алексеевича. В 1680 году пожалован в чин кравчий с путём. В 1682 году пожалован боярством, в январе подписал Соборное уложение об отмене местничества, был сорок первым в Боярской думе, после этого послан первым воеводою с почётным титулом наместника псковского в Смоленск, где и скончался. 
Находился при гробе умершего царя Фёдора Алексеевича:

Того ж году мая в 19 день сидел у гроба великого государя боярин князь Иван Григорьевич Куракин, да окольничей князь Яков Васильевич Хилков, дьяк Иван Торофимов.

Был сторонником царицы Натальи Кирилловны:

Великая государыня, царица Наталья Кирилловна, целомудренная и мужемудренная, всех христианских добродетелей исполненная, при стороне своей содержала Одоевских, Черкасских, Долгоруких, Ромодановских, двух Петров Васильевичей и Бориса Петровича Шереметевых, Шеина, Ивана Григорьевича Куракина. 
Князь Иван Григорьевич Куракин скончался 15 (25) сентября 1682 года в Смоленске, откуда его тело по указу правительницы Софьи Алексеевны привезено в Москву и 21 октября погребено в Чудовом монастыре.

## Семья
Женат дважды:
1. Княжна Федосья Алексеевна, урождённая Одоевская (ум. 25 августа 1677) — погребена в Чудовом монастыре, дочь князя Алексея Никитича Одоевского (ум. 1655) и Ульяны Ивановны, урождённой княжны Голицыной[5]. От брака 2 сына и дочь.
2. Княжна Мария Петровна, урождённая Прозоровская (ум. 12 марта 1684, погребена там же) — дочь боярина Петра Меньшого Семёновича Прозоровского (ум. 1690)[6]. От брака сын князь Иван Иванович.

В браках родились:
- Михаил Иванович (ум. 1696) — спальник, четвёртый ближний и комнатный стольник при царях Иване V и Петре I Алексеевичах, женат на княжне Мавре Дмитриевне Голицыной (1673—1743).
- Мария Ивановна (1675—1740) — супруга стольника Ивана Степановича Салтыкова.
- Борис Иванович (1676—1727) — дипломат Петра I, крестник царя Фёдора Алексеевича.
- Иван Иванович (ум. 1706) — при царях Иване V и Петре I пятьдесят второй комнатный стольник, в 1703 году при Петре I тридцать седьмой, женат на Елене Тихоновне Стрешневой (ум. 1706).

## В литературе
- Имя Ивана Григорьевича Куракина упоминается в книге Евгения Карновича «На высоте и на доле: Царевна Софья Алексеевна».